# 8 octobre 1989
Le dimanche 8 octobre 1989 est le 281e jour de l'année 1989.

## Naissances
- Armand Traoré, footballeur français
- Devereaux Peters, joueur de basket-ball américain
- Dugary Ndabashinze, joueur de football burundais
- Florian Lesca, joueur de basket-ball français
- Matteo Mammini, cycliste italien
- Max Hartung, escrimeur allemand
- Melanie McCann, pentathlonienne canadienne
- Sarah Louise Rung, nageuse handisport norvégienne
- Stijn Wuytens, footballeur belge
- Taylor Featherston, joueur américain de baseball

## Décès
- Óscar Moglia (né le 1er février 1935), joueur de basket-ball uruguayen
- Edward Woods (né le 5 juillet 1903), acteur américain
- Genki Abe (né le 14 février 1894), avocat, homme politique et ministre japonais
- Hisao Kimura (né le 1er janvier 1922), explorateur japonais
- Robert Rivard (né le 29 mai 1927), acteur québécois

## Événements
- Découverte des astéroïdes (13512) 1989 TH1, (4265) Kani, (4288) Tokyotech, (4799) Hirasawa, (6190) Rennes, (7648) Tomboles et (9942) 1989 TM1
- Début du championnat d'Italie de rugby à XV 1989-1990
- Fin de la tournée Damaged Justice de Metallica